# Rajchardov
Rajchardov je část obce Hradištko v okrese Praha-západ. Jako evidenční část obce vznikla ke dni 21. října 2013.

## Další fotografie

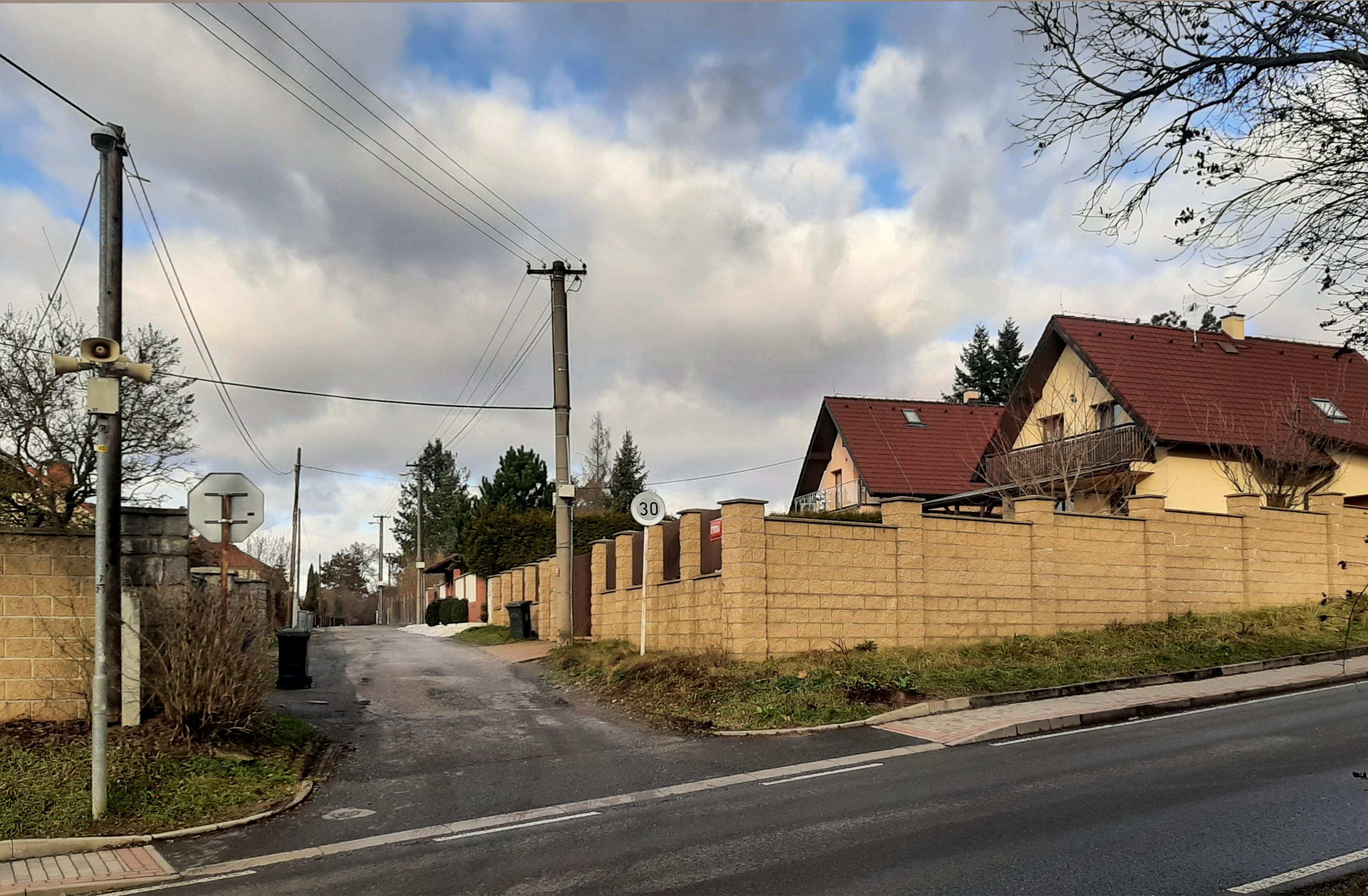
Četnická ulice u křižovatky s Benešovskou
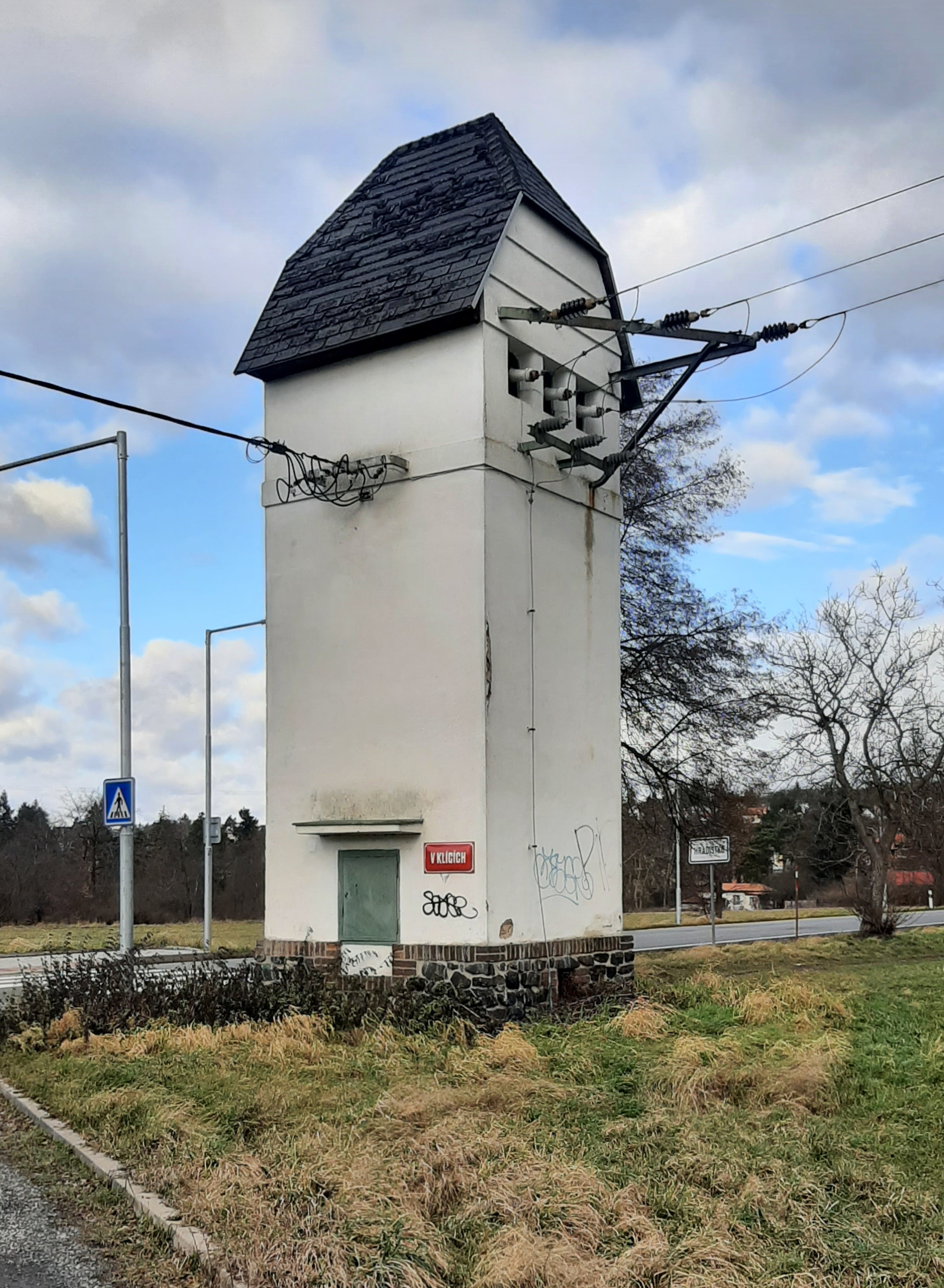
Transformátor na severu vesnice
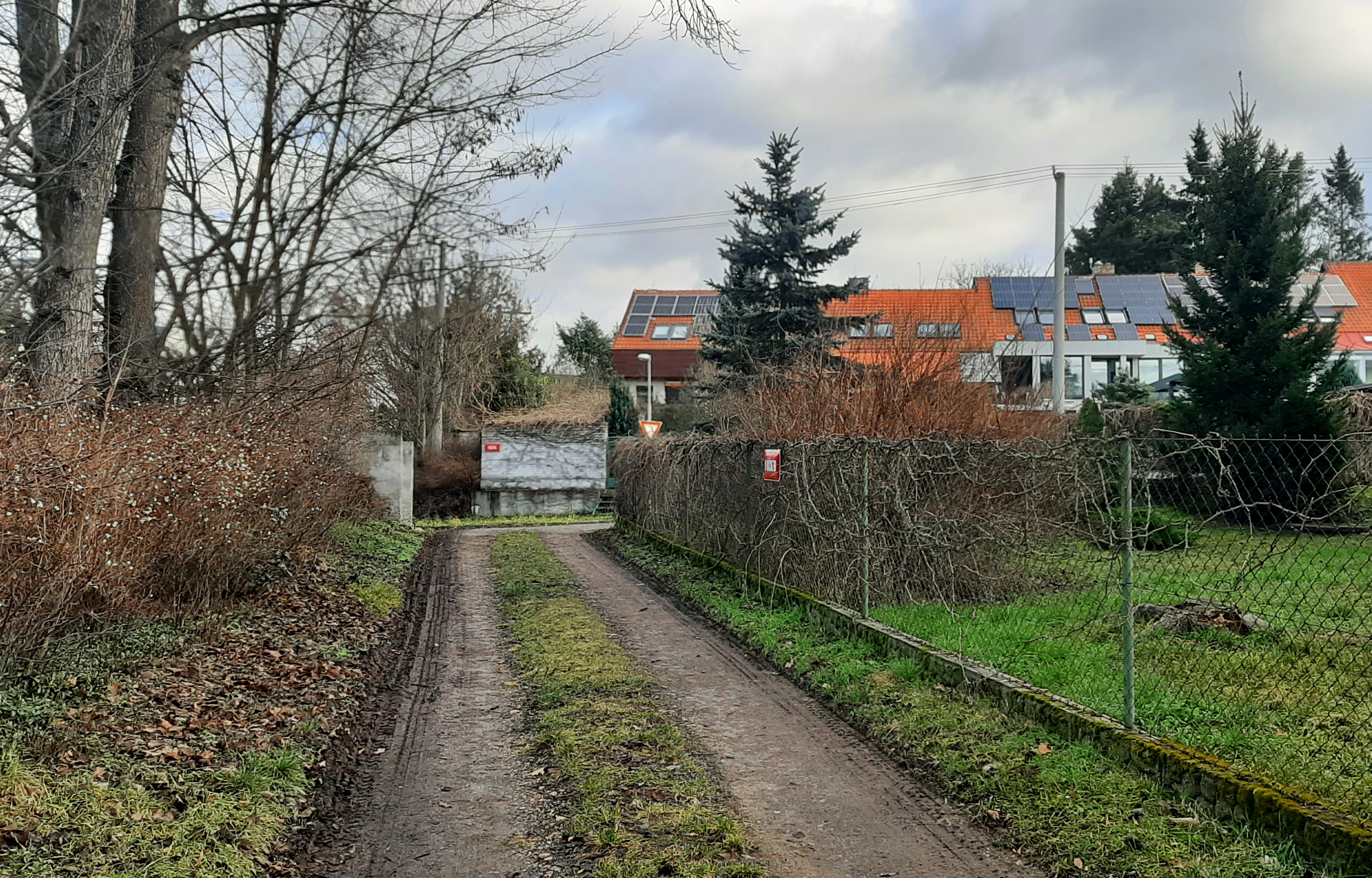
Ulice V Říčném na jihu vsi